# Valross
Valross (Odobenus rosmarus) är en sälart som lever i Arktiska havet. Den är en stor säl och känns igen via sina övre hörntänder som förlängts till långa betar.

## Systematik
Valrossen beskrevs vetenskapligt 1758 av Carl von Linné i tionde upplagan av hans Systema Naturae. Valrossen (Odobenus rosmarus) är den enda idag förekommande valrossen och placeras som ensam levande art i familjen valrossar (Odobenidae). Valrossen är ett hundliknande rovdjur (Caniformia) som tillhör kladen sälar (Pinnipedia) där den placeras i gruppen öronlösa sälar.
Det vetenskapliga släktnamnet är bildat av de gammalgrekiska orden ὀδούς odous (tand) och βαίνω bainō (gående). Det syftar på artens vana att dra sig på is framåt med hjälp av hörntänderna.

## Utseende
Typiskt för valrossen är dess två stora betar som kan bli upp till en meter långa. Betarna består av så kallad valrosselfenben och hos vuxna individer saknar de tandemalj. Även honan har betar men vanligtvis är hanens längre. I genomsnitt är hanen 300 cm och honan 260 cm lång. Hanen väger omkring 1000 kg (maximalt 1700 kg) och honan ungefär 800 kg. Valrossen ser hårlös ut, men har en kort päls. Vid födseln är huden starkt rödbrun men med tiden bleks den och blir gulbrun. Fenorna är mer rörliga än hos öronlösa sälar varför valrossen bättre kan förflytta sig på land. Liksom öronlösa sälar saknar valrossen yttre öron. Ovanför munnen förekommer ett skägg av cirka 450 borstiga hår. Huden är veckad och den är vanligen 2 till 4 cm tjock. Vid axeln är huden upp till 10 cm tjock. Liksom hos öronsälarna kan valrossen förflytta de bakre extremiteterna framåt.
Vuxna djur saknar nedre framtänder. Deras tandformel är I 1-2/0 C 1/1 P 3-4/3-4 M 0/0, alltså 18 till 24 tänder.

## Utbredning
Utbredningsområdet ligger vid kusterna av Arktiska havet. Valrossen har under historisk tid flera gånger registrerats så långt söderut som Kamtjatka, Aleuterna, den södra Hudson Bay, Nova Scotia och södra Grönland. Arten vilar främst på packisen.
Även om det är det är mycket ovanligt så förekommer det att enstaka valrossar ibland siktats i svenska vatten, så har bland annat skett vid Tjörn under 2003, vid Smögen i mars 2022 och Arild i juni 2022. 

## Ekologi

### Föda
Valrossar hittar sin föda i havet, vanligen på 10 till 50 meters djup. Därför dyker de ibland längre än 30 minuter men vanligen är de under vattenytan i 2 till 10 minuter. De lever huvudsakligen under vattenytan där de äter musslor, snäckor och kräftdjur. Bytets skal bryts sönder med hjälp av tungan. Arten äter även fisk, och ensamma hanar tar sällsynt små exemplar av andra sälarter eller till och med mindre valar. Vid födosöket borstar de havsbotten med skägget. Betarna används inte för att komma åt födan.
I det vilda har de nästan inga fiender. Isbjörnar provar ibland att skrämma flocken för att komma åt unga valrossar men de anfaller sällan vuxna valrossar.
På land har valrossar höga läten. Under vatten förekommer läten som påminner om kyrkklockors ljud eller skrapande samt klickande läten. Klickljuden pekar på att valrossen navigerar med hjälp av ekolokalisering men för det finns inga bevis.

### Socialt beteende

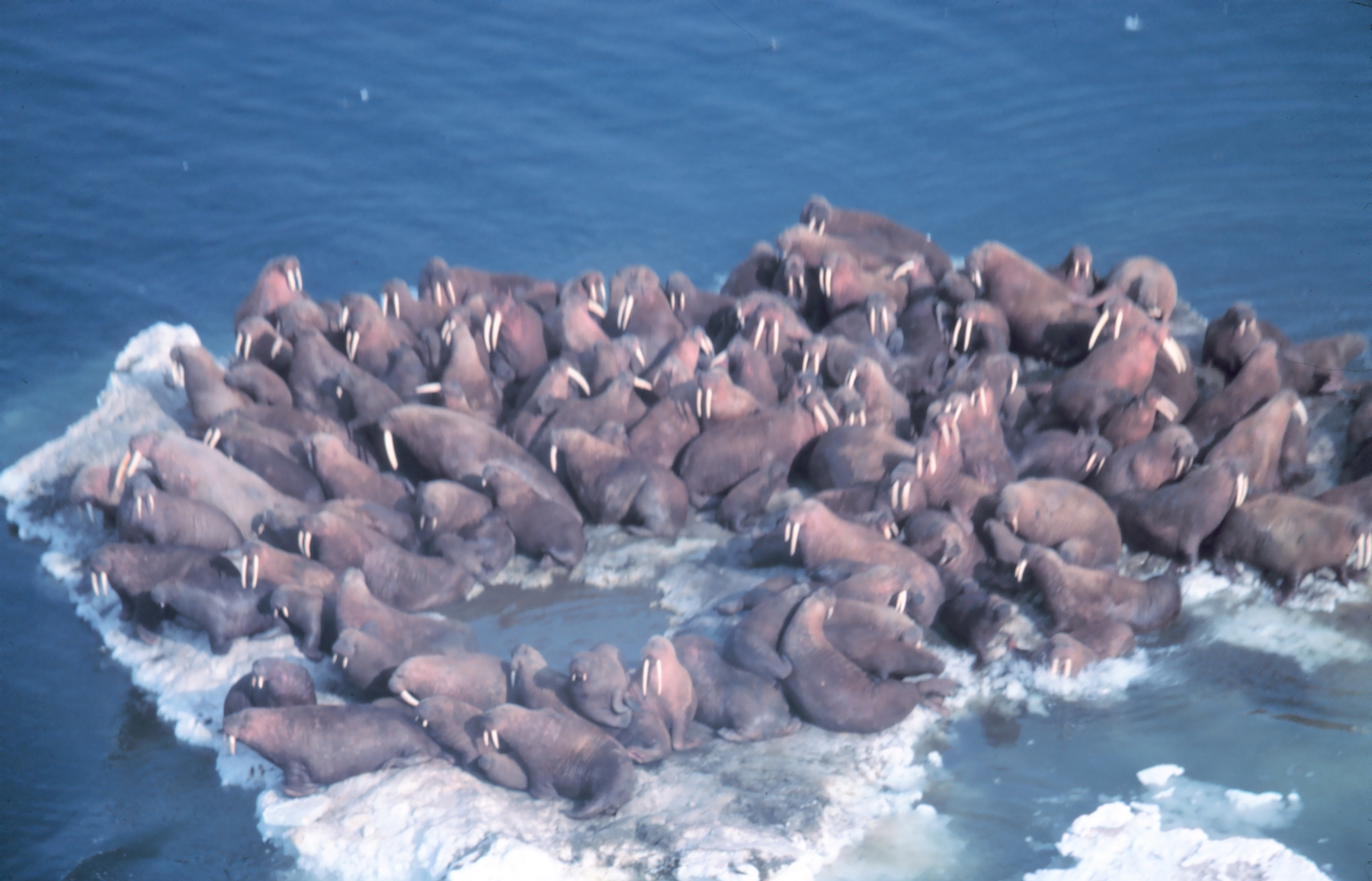
En flock valrossar

Valrossar lever i stora flockar vid kusten av arktiska öar och på isen runt nordpolen. Utanför parningstiden lever honor och hanar ofta separat. Det finns en stark hierarki som beror på storleken av huggtänderna (rossarna) och kropparna. Särskilt mellan hanarna sker många strider om bland annat eftertraktade liggplatser. När hotelser inte räcker slåss de med huggtänderna så att de får blodiga sår.
Vid parningstiden samlas bägge könen i stora flockar som sträcker sig över flera 100 km på kustlinjen med några tusen individer. Unga och svaga hanar trängs till utkanten. I genomsnitt går det 8 honor på en hane. Också här sker häftiga strider mellan hanarna.

### Fortplantning
Parningen sker troligtvis i vattnet. Äggen vilar 4 till 5 månader innan den egentliga dräktigheten börjar som varar i 10 till 11 månader. Därför föds ungarna 15 till 16 månader efter parningen. Det blir bara en kalv per ko som vid födelsen väger lite över 60 kg. Kalvarna är cirka 1 meter långa och när de föds kan de med en gång simma. Efter två år slutar honan att ge di men kalven stannar ett tag till vid kon. Honor blir könsmogna efter 6-7 år och hanar efter 9-12 år.
En valross kan bli 40 år gammal.

## Valrossen och människan

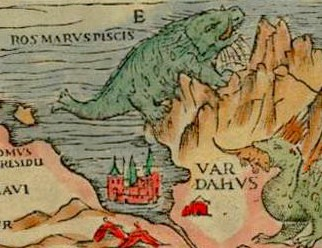
Olaus Magnus karta Carta Marina från 1539.

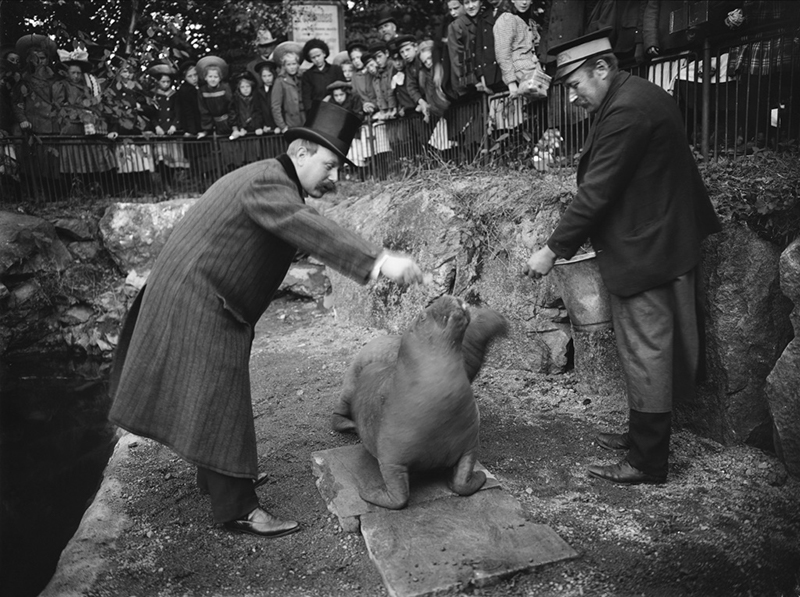
Valrossar på Skansen, 1908. Nordiska museet NMA.0048348

### Namn
Ursprunget till trivialnamnet "valross" är omdiskuterat men brukar härledas till fornnordiska, nederländska eller en kombination av dessa. Förledet val tros vara samma ord som trivalnamnet för gruppen valar. Efterledet "ross" anses av vissa härstamma från fornnordiskans russ, det vill säga "häst". På fornengelska kallades exempelvis arten för horshwæl, det vill säga hästval. Andra anser istället att det härstammar från nederländskans r(e)us som betyder "jätte".
Ett mycket gammalt namn i Skandinavien för arten var rosmarus, ett namn som beskriver ett havsvidunder på Olaus Magnus karta Carta Marina från 1539. Detta namn gav sedan Linné valrossen som artepitet när han beskrev den vetenskapligt 1758.

### Inom kulturen
Speciellt för inuiter har valrossen stor betydelse – både som religiös symbol och som byte. Den ger kött och tran, och betarna och benen används som material.

### Status och hot
Inuiternas jakt har aldrig utgjort något hot mot valrosspopulationen. Den västerländska jakten har däremot utgjort ett tydligt hot, särskilt jakten efter de eftertraktade betarna som består av valrosselfenben. Beståndet vid Amerikas östkust, söder om Labradorhalvön, utrotades före 1800-talet. Bara mellan 1925 och 1931 dödades 175 000 valrossar. Underarten Atlantisk valross (O. r. rosmarus) är med omkring 18 000 individer nästan utdöd. I Stilla havet har idag USA och Ryssland inlett skyddsåtgärder vilket gjort att beståndet har återhämtat sig. Idag finns det omkring 200 000 valrossar där. Den globala uppvärmningen är ett hot mot valrossens överlevnad.

### Attacker mot människor
Angående valrossens aggressivitet mot människor finns olika uppgifter. Det finns inga kända fall där en människa oprovocerat blivit attackerad av en valross, men valrossen försvarar sig aggressivt och uthålligt när den eller ungarna utsätts för fara. I dylika fall finns ett antal kända fall där jägare dödats eller blivit allvarligt skadade. I populärvetenskapliga böcker, av bland annat Jacques Cousteau och andropologen Barry Lopez nämns enstaka oprovocerade attacker från unga valrosshanar.